# TROPICS (спутниковая группировка)
TROPICS (Time-Resolved Observations of Precipitation structure and storm Intensity with a Constellation of Smallsat) — группировка наноспутников NASA, предназначенная для наблюдения за тропическими циклонами в сезон атлантических ураганов. Первоначально предполагалось вывести группировку из шести спутников на орбиту в июне и июле 2022 года. Первые два спутника группировки были утеряны в июне 2022 года из-за аварии носителя, следующие четыре успешно запущены в мае 2023 года. Аппараты системы TROPICS, построенные в формате 3U кубсатов на платформе Blue Canyon Technologies, должны фиксировать профили температуры и влажности и уровень осадков в тропических широтах с высоким временны́м разрешением, через беспрецедентно короткие для аналогичных спутниковых наблюдений интервалы времени.

## Обзор программы
Цель программы TROPICS — с высокой частотой проводить измерения при наблюдении структур, окружающих центральные области тропических циклонов. Эти данные позволят учёным изучить и предсказывать динамические процессы, приводящие к зарождению, быстрому развитию и усилению ураганов.
Каждый спутник системы TROPICS представляет собой кубсат формата 3U, оснащённый многоканальным спектрометром, работающим в микроволновом диапазоне. Регистрация микроволнового излучение атмосферы на различных частотах позволяет измерять температуру, влажность, уровень осадков и характеристики облаков. Вес каждого аппарата — 5.4 кг, размеры — 10х10х36 см.
Спектрометры на спутниках TROPICS производят наблюдения в двенадцати частотных каналах: 7 каналов в области линии поглощения кислорода 118,75 ГГц для измерения температуры, три канала в области линии поглощения водяного пара 183 ГГц для измерения влажности, один канал в области 90 ГГц для измерения осадков и один канал в области 206 ГГц для измерения содержания льда в облаках. Спутники TROPICS запускаются на низкую орбиту с высотой около 550 км, наклонением около 30° и периодом обращения 95 минут, по два спутника со сдвигом 180° в одну орбитальную плоскость. Радиометр каждого спутника сканирует полосу обзора 2000 км х 25 км со скоростью 30 оборотов в минуту, формируя при движении по орбите снимки всей подспутниковой зоны с высоким временным и пространственным разрешением, превосходящим требования к метеорологическим измерениям. Конфигурация из нескольких спутников в разных орбитальных плоскостях позволяет обновлять трёхмерную картину для каждой точки в тропических широтах в среднем через 30 минут. Данные, собранные спутниками TROPICS, будут переданы Национальному управлению океанических и атмосферных исследований, Объединенному центру предупреждения о тайфунах, Национальному центру по слежению за ураганами и другим организациям.
Полностью возможности системы TROPICS могут быть реализованы при одновременном нахождении на орбите восьми спутников. При этом параметры орбиты обеспечивают существование спутников в течение 9 лет, что намного превосходит планируемый срок осуществления программы в один год и укладывается в требование по выводу спутников с орбиты в течение 25 лет с целью уменьшения засорения космического пространства.

## Спутники TROPICS
Первый спутник серии, TROPICS 01, получивший собственное название TROPICS PATHFINDER, был запущен 30 июня 2021 года в миссии SpaceX по совместному выведению малых космических аппаратов различного типа и назначения Transporter 2 rideshare. Этот спутник был предназначен для демонстрации технологий, используемых в программе TROPICS.
Первая пара спутников группировки, предназначенная для научных наблюдений, TROPICS 02 и TROPICS 04, была утеряна 12 июня 2022 года при аварийном запуске носителя Astra Rocket 3.3.
Две пары спутников TROPICS 05, TROPICS 06 и TROPICS 03, TROPICS 07 были выведены на расчётные орбиты двумя запусками носителя Электрон, 8 и 26 мая 2023 года соответственно.